# Piccolo Giro di Lombardia
Il Piccolo Giro di Lombardia (ufficialmente Il Piccolo Lombardia) è una corsa in linea maschile di ciclismo su strada per Under23 che si svolge ogni ottobre a Oggiono (LC), in Lombardia, Italia. Fa parte del calendario dell'UCI Europe Tour, come gara di classe 1.2U (1.2 fino al 2013), e in calendario precede di una o due settimane il Giro di Lombardia per Elite.
Nelle edizioni disputate non è mai stato vinto per più di un'edizione dallo stesso ciclista. Gaetano Belloni, Diego Ronchini, Sean Kelly e Moreno Argentin sono gli unici quattro ciclisti ad essersi aggiudicati sia il Piccolo Giro di Lombardia che il Giro di Lombardia.

## Albo d'oro
Aggiornato all'edizione 2024.
| Anno    | Vincitore             | Secondo                  | Terzo                 |
| ------- | --------------------- | ------------------------ | --------------------- |
| 1911    | Natale Bosco          | Camillo Bertarelli       | Mario Caldera         |
| 1912    | Giovanni Bassi        | Luigi Annoni             | Achille Spaggiari     |
| 1913    | Ercole Nazari         | Arnaldo Bianchi          | Romolo Verde          |
| 1914    | Gaetano Belloni       | Stefano Vigoni           | Giovanni Rossi        |
| 1915-19 | non disputato         | non disputato            | non disputato         |
| 1920    | Antonio Coppe         | Libero Ferrario          | Alfonso Piccin        |
| 1921    | Cesare Garino         | Luigi Magnotti           | Mario Lusiani         |
| 1922    | non disputato         | non disputato            | non disputato         |
| 1923    | Libero Ferrario       | Carlo Rivoltini          | Alfonso Piccin        |
| 1924    | Antonio Pancera       | Modesto Bongiovanni      | Aurelio Menegazzi     |
| 1925    | Sante Ferrato         | Pietro Cevini            | Antonio Negrini       |
| 1926    | Mario Lusiani         | Pierino Bertolazzi       | Ennio Bocchia         |
| 1927    | Ambrogio Beretta      | Luigi Calligaris         | Giovanni Vitali       |
| 1928    | Luigi Marchisio       | Ambrogio Beretta         | Ambrogio Perego       |
| 1929    | non disputato         | non disputato            | non disputato         |
| 1930    | Andrea Minasso        | Alfredo Carniselli       | Carlo Biassoni        |
| 1931    | Mario Grassi          | Alfredo Carniselli       | Giuseppe Graglia      |
| 1932    | Augusto Como          | Carlo Castagnoli         | Nino Sella            |
| 1933    | Carlo Castagnoli      | Carlo Rovida             | Giovanni Cazzulani    |
| 1934    | Luigi Valotti         | Angelo Zanoni            | Lino Marini           |
| 1935    | Diego Marabelli       | Ercole Rigamonti         | Arnaldo Valsecchi     |
| 1936    | Salvatore Crippa      | Giovanni Speduzzi        | Settimio Simonini     |
| 1937    | Gino Salani           | Silvio Gosi              | Giovanni Boffo        |
| 1938    | Serafino Santambrogio | Edgardo Scappini         | Carlo Moscardini      |
| 1939-47 | non disputato         | non disputato            | non disputato         |
| 1948    | Renato Cornalea       | Arnaldo Faccioli         | Bruno Molinari        |
| 1949    | Carlo Masarati        | Claudio Ricci            | Ampelio Rossi         |
| 1950    | Waldemaro Bartolozzi  | Stefano Gaggero          | Attilio Borrello      |
| 1951    | Gino Filippini        | Adelmo Casaroli          | Vasco Modena          |
| 1952    | Bruno Monti           | Mino De Rossi            | Gabriele Scappini     |
| 1953    | Aldo Moser            | Lino Ciocchetta          | Ercole Baldini        |
| 1954    | Angelo Coletto        | Giovanni Ranieri         | Cleto Maule           |
| 1955    | Diego Ronchini        | Agostino Saturnino       | Adriano Zamboni       |
| 1956    | Antonio Margotti      | Giorgio Tinazzi          | Walter Almaviva       |
| 1957    | Romeo Venturelli      | Marino Fontana           | Gianni Colombo        |
| 1958    | Ernesto Bono          | Mario Zocca              | Remo Tamagni          |
| 1959    | Luigi Zanchetta       | Marino Fontana           | Angelo Luise          |
| 1960    | Attilio Porteri       | Giuseppe Fezzardi        | Fulvio Mencaglia      |
| 1961    | Bruno Milesi          | Renato Bongioni          | Fulvio Mencaglia      |
| 1962    | Adriano Durante       | Daniele Toniolo          | Primo Nardello        |
| 1963    | Amedeo Angiulli       | Matteo Cravero           | Primo Nardello        |
| 1964    | Clay Santini          | Luciano Armani           | Matteo Cravero        |
| 1965    | Ercole Gualazzini     | Franco Plebani           | Bruno Centomo         |
| 1966    | Alberto Della Torre   | Carlo Gallazzi           | Mario Bettazzoli      |
| 1967    | Virginio Levati       | Enzo Trevisan            | Ernesto Cogliati      |
| 1968    | Angelo Corti          | Marcello Bergamo         | Tonino Giroli         |
| 1969    | Luigi Castelletti     | Enrico Camanini          | Walter Riccomi        |
| 1970    | Giuseppe Maffeis      | Elio Parise              | Mario Corti           |
| 1971    | Alfredo Chinetti      | Enrico Camanni           | Alessio Antonini      |
| 1972    | Giuliano Dominoni     | Pierino Gavazzi          | Clemente Gurnieri     |
| 1973    | Bruce Biddle          | Gianbattista Baronchelli | Bruno Zanoni          |
| 1974    | Mario Gualdi          | Giuseppe Martinelli      | Leonardo Mazzantini   |
| 1975    | Gabriele Landoni      | Giuseppe Martinelli      | Roberto Ceruti        |
| 1976    | Sean Kelly            | Vittorio Algeri          | Filippo Marchirato    |
| 1977    | Maurizio Donati       | Giovanni Fedrigo         | Alberto Tremolada     |
| 1978    | Pierangelo Bincoletto | Fausto Stiz              | Giovanni Zola         |
| 1979    | Moreno Argentin       | Giovanni Bino            | Enzo Serpelloni       |
| 1980    | Giovanni Bino         | Emanuele Bombini         | Maurizio Piovani      |
| 1981    | Pieremilio Bergonzi   | Luigi Ferreri            | Claudio Argentin      |
| 1982    | Gianmarco Saccani     | Roberto Pagnin           | Sergio Scremin        |
| 1983    | Sergio Scremin        | Roberto Taesi            | Flavio Chesini        |
| 1984    | Walter Magnago        | Claudio Chiappucci       | Luigi Botteon         |
| 1985    | Maurizio Fondriest    | Daniele Asti             | Enrico Pezzetti       |
| 1986    | Alberto Elli          | Stefano Breme            | Morten Saether        |
| 1987    | Ettore Badolato       | Enrico Pezzetti          | Fabrizio Bontempi     |
| 1988    | Mario Manzoni         | Davide Bramati           | Maximilian Sciandri   |
| 1989    | Mirko Bruschi         | Stefano Cortinovis       | Orlando Pasinelli     |
| 1990    | Dario Nicoletti       | Davide Perona            | Stefano Faustini      |
| 1991    | Diego Pellegrini      | Maksim Ratnikov          | Davide Rebellin       |
| 1992    | Andrea Peron          | Gilberto Simoni          | Vladislav Bobrik      |
| 1993    | Peter Luttenberger    | Andrea Paulan            | Stefano Checchin      |
| 1994    | Stefano Dante         | Roberto Dal Sie          | Flavio Milan          |
| 1995    | Stefano Faustini      | Maurizio Vandelli        | Lorenzo Di Silvestro  |
| 1996    | Stefano Garzelli      | Davide Sacchetti         | Diego Ferrari         |
| 1997    | Cristian Auriemma     | Stefano Panetta          | Volodymyr Duma        |
| 1998    | Leonardo Giordani     | Gianluca Tonetti         | Fabio Bulgarelli      |
| 1999    | Volodymyr Hustov      | Jamie Burrow             | Maurizio Vandelli     |
| 2000    | Luca Barattero        | Marius Sabaliauskas      | Jaroslav Popovyč      |
| 2001    | Denis Bondarenko      | Fabio Quercioli          | Luca Barattero        |
| 2002    | Antonio Quadranti     | Kirill Golubev           | Giairo Ermeti         |
| 2003    | Sergio Ghisalberti    | Christian Murro          | Domenico Quagliarello |
| 2004    | Giairo Ermeti         | Antonio Quadranti        | Marco Bicelli         |
| 2005    | Ruslan Hryščenko      | Mattia Turrina           | Aleksandr Efimkin     |
| 2006    | non disputato         | non disputato            | non disputato         |
| 2007    | Marco Frapporti       | Fabio Negri              | Alessandro Colò       |
| 2008    | Daniele Ratto         | Hrvoje Miholjević        | Guillaume Bonnafond   |
| 2009    | non disputato         | non disputato            | non disputato         |
| 2010    | Aleksandr Serebrjakov | Maurizio Gorato          | Maurizio Anzalone     |
| 2011    | Cristiano Monguzzi    | Axel Domont              | Konstantin Klimiankou |
| 2012    | Jan Polanc            | Davide Villella          | Enrico Barbin         |
| 2013    | Davide Villella       | Iuri Filosi              | Gianfranco Zilioli    |
| 2014    | Gianni Moscon         | Dylan Teuns              | Pierre Latour         |
| 2015    | Fausto Masnada        | Giulio Ciccone           | Martijn Tusveld       |
| 2016    | Harm Vanhoucke        | Andrea Vendrame          | Bjorg Lambrecht       |
| 2017    | Aljaksandr Rabušėnka  | Andrea Cacciotti         | Gino Mäder            |
| 2018    | Robert Stannard       | Andrea Bagioli           | Clément Champoussin   |
| 2019    | Andrea Bagioli        | Clément Champoussin      | Mattia Petrucci       |
| 2020    | Harry Sweeny          | Jacob Hindsgaul          | Yakob Debesay         |
| 2021    | Paul Lapeira          | Mattia Petrucci          | Georg Steinhauser     |
| 2022    | Alec Segaert          | Yevgeniy Fedorov         | Jordan Labrosse       |
| 2023    | William Junior Lecerf | Archie Ryan              | Ramses Debruyne       |
| 2024    | Brieuc Rolland        | Federico Savino          | Gal Glivar            |